# Coalizione pan-azzurra
La Coalizione pan-azzurra, o Forza pan-azzurra (cinese: 泛藍軍; pinyin: Fàn lán jūn), è una coalizione politica dell'inizio del XXI secolo a Taiwan, composta dal Kuomintang (KMT), dal Minkuotang (MKT), dal partito Prima la Gente (PFP), e dal minuscolo Nuovo Partito (NP). Il nome viene dai colori del partito Kuomintang. Questa coalizione tende a favorire un'identità nazionalista cinese contro un'identità indipendentista taiwanese, a favore di una politica di collaborazione e di un legame economico più solido con la RPC. Essa si oppone alla Coalizione pan-verde.
Benché la coalizione pan-azzurra sia favorevole alla riunificazione cinese, la maggior parte del sostegno e dell'opposizione alla coalizione non ha niente a che vedere con le relazioni con la Cina continentale. Ad esempio, il sostegno alla coalizione tra i poveri e gli indigenti è elevato, grazie alle reti di patrocinio che la coalizione mantiene.
Dal 1990, il Kuomintang soffre di relazioni difficili tra quelli che sostengono un'identità nazionalista cinese (ossia la riunificazione alla RPC) per Taiwan e quelli guidati dal presidente Lee Teng-hui, che sostengono un'identità taiwanese (separatista) più forte. Ciò ha condotto ad una separazione all'inizio degli anni novanta, quando è stato formato il Nuovo Partito. Al momento dell'elezione presidenziale del 2000, Lee Teng-hui si è accordato perché Lien Chan fosse nominato come candidato del Kuomintang, piuttosto che il più popolare James Soong, che ha abbandonato il partito e ne ha formato uno suo: il Partito Popolare. Molti Taiwanesi credono che l'azione di Lee fosse un tentativo deliberato di sabotaggio del Kuomintang per assicurare la vittoria di Chen Shui-bian del PDP.